# Parendacustes glandulosus
Parendacustes glandulosus är en insektsart som beskrevs av Andrej Vasiljevitj Gorochov 1996. Parendacustes glandulosus ingår i släktet Parendacustes och familjen syrsor. Inga underarter finns listade i Catalogue of Life.